# Familia Volcinschi
Volcinschi (Wolczynski trad. "din Volcineți" - Volcineț, Wolczynetz, Старий Вовчинець, Bucovina) este o familie de boieri români ai cărei membri au participat la viața social-politică și religioasă a spațiului moldo-vlah. 

## Scurt istoric
Studiile oficiale de genealogie realizate pe baza documentelor originale existente probează descendența familiei Volcinschi dincolo de anul 1500, fiind înrudită cu alte familii din aristocrația tradițională, atât moldo-vlahe cât și străine, precum: Balasinowicz, Beldiman, Bogdan, Cantemir, Carp, Cuciuc, Drăgușescu, Flondor, Goian, Movilă, Orăș, Paladi, Petriceico, Prăjescu, Stroiescu, Stroici, Bigot de Saint-Quentin, Stârcea, Tăbuci, Tăutu, Wassilko von Serecki, Zotta ș.a.  Atestările nobiliare ale acestei familii au fost conferite pe rând de administrațiile istorice moldovenești și habsburgice, respectiv confirmate de Regele Carol I al României, Regele Ferdinand I al României, Regele Carol al II-lea al României și Regele Mihai al României.

## Personalități
- Matei (Matiaș) Volcinschi (logofăt - 1570) [3];
- Mitrecu (Dumitru) Volcinschi Bainschi (mare vornic, vătaf de Suceava, pârcălab - 1582) [4][5];
- Petriceico (logofăt la Ieremia Movilă) [6];
- Prodan Dragușescu (staroste de Cernăuți - 1660) [7];
- Tănase Volcinschi-Bainschi (sărdar, vornic de Bârlad, vătaf de stolnici - 1704) [8];
- Vasile Bainschi (serdar, mare vătaf de Suceava, staroste de Focșani și Putna, nepot al lui Petriceico Vodă, casatorit cu Grozava, fiica lui Ionascu Bogdan din Cantemirești și a Anghelninei, fiica Mariei, sora lui Miron Barnovschi Movilă) [9][10];
- Dumitrașcu de Volcinschi (vornic de Câmpulung - 1734) [11];
- Anița Volcinschi (căsăt. cu Șerban Flondor - marele medelnicer din care descind Flondorii bucovineni de astăzi - 1747) [11];
- Grozava (căsăt. cu Tănase Goian, logofăt de vistierie - 1760) [12];
- Safta Volcinschi (căsăt. cu Gheorghe Carp (1764), vătaf, strămoș al marelui om politic român Petre P. Carp (Prim Ministru și Șef al Partidului Conservator)[13][14];
- Elena de Volcinski (căsăt. cu Gheorghe Flondor, mama a lui Nicolae Flondor și George cavaler de Flondor; bunica a lui [Otto] și [Elena Gh. baron Stârcea - recăsăt. cu Anatol von Bigot de Saint-Quentin , mareșal al Arhiducelui Frederic, avand copii pe Douglas (n.1899), Desiree (n.1900) și Friedrich (n.1906)];[15]
- Ioan cavaler de Volcinschi (doctor în medicină și chirurgie, mare proprietar, colaborator al societăților politice "Arboroasa" și "Concordia", membru în Dieta ducatului Bucovinei. La Castelul Volcinschi din Budineț (Storojineț) s-au ținut consilii ale protagoniștilor unirii. Aici au poposit adesea Aron Pumnul, Mihai Eminescu, frații Hurmuzachi (vezi Familia Hurmuzachi ), Mihail Kogălniceanu, Vasile Alecsandri și boierii Flondor, Petrino, Ilski, Stârcea, Zotta ș.a.) [16][17][18];
- Traian Volcinschi (ing. agrozootehnician, fondatorul secției de apicultură din Ministerul Agriculturii și a "Apimondia" care a adus mari venituri valutare statului român - 1929) [19][20];
- Gheorghe "Grigorie" Volcinschi (Dr. in Filosofie si Teologie al universităților din Amsterdam și Londra, egumen (stareț) al Mânăstirii Putna (1919-1931), arhimandrit mitrofor (1923), decorat cu Ordinul național „Steaua României” și Medalia „Răsplata Muncii pentru biserică”. A înființat muzeul mânăstirii Putna, un important obiectiv internațional de o inestimabilă valoare culturală)[21].

## Descendenți contemporani
- Liviu Vîlceanu de Volcinschi (1912-1944, ofițer al Armatei Române, căsăt. cu Glicheria Balasinovici (1916-1994) din neamul cavalerilor polonezi de Balasinowicz, nepoată a celebrului arhitect austriac Alexander Wielemans von Monteforte (1843-1911)sub îndrumarea căruia s-au realizat Palatul de Justiție din Viena, clădirea primăriei din Graz, Palatul de Justiție din Olmütz, catedralele Neuottakringer si Pfarrkirche ș.a.);
- Raul Volcinschi (1923-2011, Prof.univ.dr. în economie, marcantă personalitate politică, făcând parte din rezistența activă anticomunistă, fost deținut politic, prieten și coleg de suferință cu Bartolomeu Anania, Arsenie Papacioc, Constantin Noica, Nicolae Steinhardt  ș.a , iar dupa 1989 secretar de stat și consilier al Ministrului de Interne Gavril Dejeu, vicepreședinte în Partidul Noua Generație - Creștin Democrat);
- Radu Volcinschi (1926 -2004 avocat, jurist al Mitropoliei Moldovei și Bucovinei);
- Adrian Volcinschi (1927-1996, biolog, Conf.univ.dr, Universitatea Alexandru Ioan Cuza, Iași);
- Nicolae-Viorel Vîlceanu (n. 1941-2016, matematician, astronom, redactor și director de programe al postului de Radio Iași, prolific rebusist);
- Aurora Volcinschi(Conțescu)(membra a Uniunii Scriitorilor din România); Cristian-Ioan Conțescu(-Volcinschi)(dr.inginer, profesor al Universității Princeton, U.S.A.);
- Anca Volcinschi (artistă plastică);
- Dragoș-Liviu Vîlceanu (n.1969);
- Mihnea-Adrian Vîlceanu (n.1982);
- Nathalie-Teona Vîlceanu (n.2004);
- Peter Lupu-Volcinschi (n. 1990);
- Oliver-Nicolas Vîlceanu (n. 2022).